# Варчовци
Варчовци (варианти Варчувци, Варчавци) е бивше село в Централна България, присъединено като квартал към град Габрово.

## География
Варчовци е разположено на юг от центъра по река Янтра.

## История
При избухването на Балканската война в 1912 година един човек от Варчовци е доброволец в Македоно-одринското опълчение.
През 1951 година селото заедно със село Гъзурниците образува село Любово. През 1957 година Любово е присъединено към Габрово.

## Личности
Родени във Варчовци
- Йонко Колев (1883 – ?), македоно-одрински опълченец, 1 рота на 5 одринска дружина[3]